# Organizzazione mondiale contro la tortura
L'Organizzazione mondiale contro la tortura è un'organizzazione non governativa sovranazionale impegnata nella difesa dei diritti umani. Lo scopo di Organizzazione mondiale contro la tortura è di prevenire la tortura e gli altri trattamenti o punizioni crudeli, inumani e degradanti (maltrattamenti) e di promuovere, in maniera indipendente e imparziale, il rispetto dei diritti umani.
Fondata nel 1986 in Ginevra, Svizzera, l'organizzazione conta oggi una rete di oltre 200 organizzazioni non governative: denominata rete 'SOS-Tortura'. Il segretariato internazionale si trova a Ginevra, con uffici a Bruxelles e a Tunisi. 